# Kansai Electric Power
Kansai Electric Power este o companie japoneză listată pe Tokyo Stock Exchange, care operează 164 de centrale electrice.